# 帕特里克·巴雷
帕特里克·巴雷（法語：Patrick Barré，1959年4月12日—），法国男子田径运动员。他曾代表法国参加1980年和1984年夏季奥林匹克运动会田径比赛，其中1980年奥运会获得一枚铜牌。